# جون بول غود
جون باول غود (بالإنجليزية: John Paul Goode)‏ هو عالم رسم الخرائط أمريكي، ولد في 21 نوفمبر 1862 في ستيوارتفيل في الولايات المتحدة، وتوفي في 5 أغسطس 1932 في مقاطعة أوسينا في الولايات المتحدة بسبب أمراض القلب.